# Rovinieta

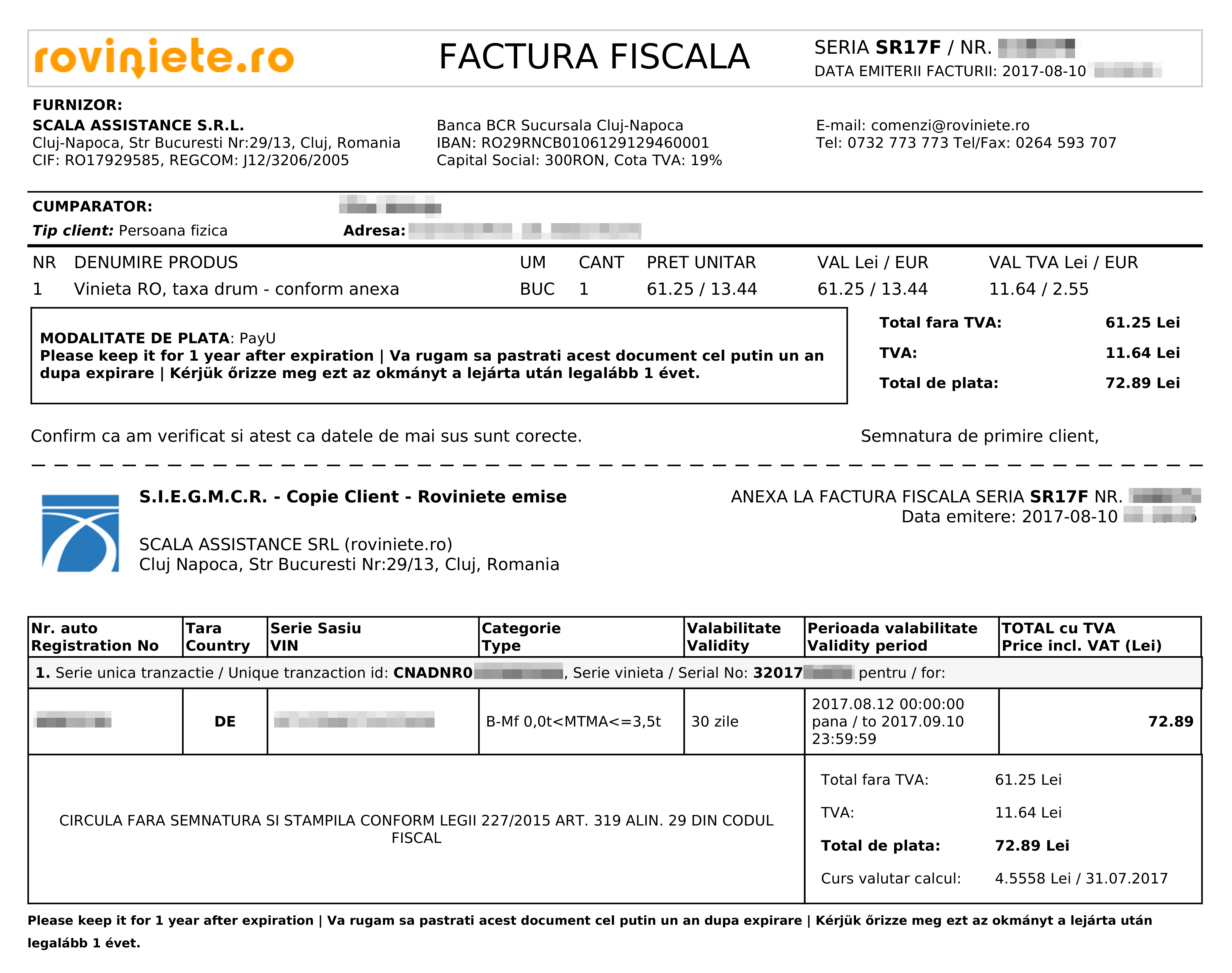
Rovinieta, 2017

La Rovinieta (ro : Rovinietă) est la vignette routière obligatoire en vigueur depuis 2005 en Roumanie. Elle est généralement valable pour une durée d'un an, mais peut être demandée pour une durée plus courte.
Elle est obligatoire pour circuler sur les autoroutes, mais aussi les routes nationales de Roumanie. Elle peut être achetée en certains réseaux de stations d'essence.